# Agrotis argyrii
Agrotis argyrii är en fjärilsart som beskrevs av Koutsaftikis 1973. Agrotis argyrii ingår i släktet Agrotis och familjen nattflyn. Inga underarter finns listade i Catalogue of Life.